# Lauralompolo (Gällivare socken, Lappland, 745204-172956)
Lauralompolo är en sjö i Gällivare kommun i Lappland och ingår i Kalixälvens huvudavrinningsområde.